# Eduard Wissmann

Bunte Blätter, Wiesbaden, 1894, Zweite, verbesserte Auflage

Eduard Wissmann, auch Wißmann, Pseudonym Erwin Wester (* 27. September 1824 in Gemünden (Westerwald); † 29. August 1899 in Wiesbaden) war ein deutscher Politiker und Schriftsteller.

## Leben
Wissmann, Sohn eines Pfarrers, besuchte das Paedagogium in Hadamar und das Gymnasium Philippinum in Weilburg, ehe er sich 1845 dem Studium der Rechtswissenschaften an der Ruprecht-Karls-Universität Heidelberg zuwandte. Wie viele Absolventen des Weilburger Gymnasiums trat er dem Corps Nassovia Heidelberg bei. 1848 wurde er Akzessist, dann Assessor an verschiedenen nassauischen Gerichten, 1866 Amtsassessor in Hadamar, 1867 Kreisgerichtsrat, 1879 Landgerichtsrat in Wiesbaden. Wegen der Folgen eines Schlaganfalls trat er 1893 in den Ruhestand.
Von 1873 bis 1879 und 1882 bis 1892 war Wissmann Mitglied des Preußischen Abgeordnetenhauses, wo er zur Fraktion der Deutsch-freisinnigen Partei gehörte. Er engagierte sich als Mitglied des örtlichen Kirchenvorstandes, der Bezirkssynode und entfaltete eine rege Tätigkeit in öffentlichen Gremien. So war er unter anderem Mitglied des Landwirtschaftlichen Spruchkollegiums in Wiesbaden, Schriftführer des Lokalgewerbevereins in Dillenburg, Vorsitzender des Lokalgewerbevereins zu Höchst, Mitbegründer des Vorschussvereins in Höchst, Direktor des Gewerbevereins für Nassau und Mitglied des engeren Komitees zur Errichtung des Niederwalddenkmals.
Seit seiner Gymnasialzeit war Wissmann zudem schriftstellerisch tätig. Unter dem Pseudonym Erwin Wester veröffentlichte er Gedichte, Erzählungen, Novellen, Dramen und Märchen.

## Werke
- Der Kirmeshut, Dorfgeschichte
- Der Eisenhammer, Dorfgeschichte
- Marilian, Dorfgeschichte
- Aus dem Herzen, Gedichte, 1854
- Bunte Blätter, Gedichte, 1894
- Zur Bescherung, Weihnachtsmärchen
- Ingo, Drama
- Das Petermännchen. Erzählung aus Sage und Geschichte Nassaus, 1857, Mittelrheinische Zeitung Wiesbaden 1858